# Philepittinae
I Filepittini (Philepittinae) sono una sottofamiglia di uccelli passeriformi della famiglia Eurylaimidae.

## Tassonomia
Alla sottofamiglia vengono ascritti i seguenti generi:
Sottofamiglia Philepittinae
- genere Philepitta I.Geoffroy Saint-Hilaire, 1838 (2 spp.)
- genere Neodrepanis Sharpe, 1875 (2 spp.)

In base a criteri puramente morfologici, il genere Neodrepanis veniva inizialmente ascritto alla famiglia Nectariniidae: successivi studi filogenetici hanno messo in evidenza la totale estraneità dei neodrepanidi con questi uccelli, mostrandone invece le affinità con il genere Philepitta, con il quale sono stati inquadrati in una famiglia a sé stante, quella dei Philepittidae, ritenuta vicina alle Pitte: nonostante alcuni autori continuino a riconoscere la validità di questa classificazione, nel 2012 ambedue i generi sono stati accorpati dall'IOC alla famiglia Eurylaimidae, nell'ambito della quale vanno a formare una sottofamiglia a sé stante, vicina a eurilaimini e pseudocaliptomenini. Alcuni autori hanno ascritto alla sottofamiglia anche Sapayoa aenigma, che tuttavia non appare particolarmente vicina a questi uccelli.

## Descrizione
I filepittini sono uccelli di piccole dimensioni (in particolare le "false nettarinie" del genere Neodrepanis non superano i 10 cm, mentre le filepitte misurano circa il doppio), dal piumaggio di colori sgargianti e con evidente dimorfismo sessuale, soprattutto durante il periodo degli amori quando i maschi mostrano caruncole perioculari ben evidenti e dalla colorazione accesa, dovuta a un arrangiamento unico nel regno animale di fibre collagene.

Altri caratteri che accomunano fra loro le specie ascritte alla sottofamiglia sono la struttura del siringe (con cerchio bronchiale molto evidente, similmente a quanto osservabile nell'africana Pseudocalyptomena graueri), la presenza di 12 penne caudali piuttosto poco sviluppate, remiganti primarie allungate che rendono il volo ronzante e lingue muscolose e forcute.

## Distribuzione e habitat
Quella dei filepittini è una sottofamiglia endemica del Madagascar centro-settentrionale e orientale, dove le varie specie abitano la foresta pluviale e le aree montane. 

## Biologia
Si tratta di uccelli diurni, che vivono perlopiù da soli e si dimostrano piuttosto territoriali verso i conspecifici, soprattutto durante il periodo degli amori. Quest'ultimo cade durante la stagione delle piogge e vede i maschi occupati in esibizioni del piumaggio per accaparrarsi più femmine possibili con le quali accoppiarsi: sono poi le sole femmine a occuparsi della costruzione del nido (voluminoso, pendente e piriforme come tipicamente osservabile negli eurilaimidi, ma che nei filepittini vede la femmina realizzare la camera di cova solamente spingendo contro le pareti del nido già ultimato, piuttosto che costruirla assieme ad esso) e della cura di uova e nidiacei.